# Рудченко, Михаил Мефодьевич
Михаи́л Мефо́дьевич Ру́дченко (1 июля 1945, Кунакбаев, Саратовская область — 27 января 2002, Шелковской район, Чечня) — генерал-лейтенант милиции, заслуженный работник МВД, заместитель министра внутренних дел Российской Федерации — начальник Главного управления МВД РФ по Южному федеральному округу (2001—2002).

## Биография

### Ранние годы
Родился 1 июля 1945 года в д. Кунакбаево Перелюбского района Саратовской области в крестьянской семье.

### Служба
В 1964—1967 годах проходил действительную военную службу в рядах Советской армии. Службу в органах внутренних дел начал в 1971 году, став курсантом Саратовской специальной средней школы милиции, после окончания которой был назначен на должность старшего инспектора уголовного розыска.
С 1980 по 1981 годы участвовал в боевых действиях в Афганистане.
Затем, в середине 1980-х и начале 1990-х годов, проходил службу в должности начальника Энгельсского ГОВД.
В 1990 году с отличием окончил Академию МВД СССР.
С 1993 по 1999 годы работал заместителем начальника Саратовского областного ГУВД − начальника криминальной милиции. В 1999—2001 годах — начальник ГУВД Красноярского края. За проявленный профессионализм с августа 2001 года был назначен заместителем министра внутренних дел — начальником Главного управления МВД РФ по Южному федеральному округу.

### Гибель
Погиб при исполнении служебного долга в Шелковском районе Чечни в сбитом чеченскими боевиками вертолете Ми-8 утром 27 января 2002 года. Всего в результате авиакатастрофы погибли 14 человек (включая 3 членов экипажа). Среди погибших также был первый заместитель главнокомандующего Внутренними войсками и командующий группировкой ВВ в составе Объединённой группировки войск генерал-майор Николай Гаридов.
Похоронен на Аллее славы Северного кладбища Ростова-на-Дону.

## Семья
Был женат, имел двоих сыновей.

## Награды
- Награждён орденами Красной Звезды, Почёта, орденом Мужества (посмертно), многими другими медалями и знаками, среди которых медаль «За безупречную службу» трёх степеней[6], а также именным оружием.

## Память

Могила Рудченко на Северном кладбище Ростова-на-Дону.

- Приказом МВД РФ № 538 от 04.06.2002 М. М. Рудченко навечно зачислен в списки ГУВД Саратовской области.
- В 2002 году решением Энгельсского муниципального Собрания депутатов улице вдоль набережной Волги (от ул. Горького до ул. Пушкина) было присвоено имя генерал-лейтенанта М. Рудченко. В этом же году в память о Михаиле Мефодьевиче на здании Энгельсского УВД была установлена мемориальная доска.
- Его имя носит школа в Перелюбе, где он учился[6].
- В 2009 году М. М. Рудченко был удостоен звания «Почётный гражданин Энгельсского муниципального района» (посмертно)[7].